# Legio II Traiana Fortis
Legio segunda Traiana Fortis ou Legio II Traiana Fortis ("Segunda legião valente de Trajano") foi uma legião do exército imperial romano recrutada pelo imperador Trajano em 105 juntamente com a XXX Ulpia Victrix para as Guerras Dácias. O último registro da atividade desta legião é de meados do século V, na província do Egito. O símbolo desta legião era o semideus Hércules.

## Primeiros anos
Após a vitória e a criação da província da Dácia, a II Traiana Fortis acompanhou o imperador em sua campanha contra os partas, que se iniciou em 115. Dois anos depois, a legião, a segunda foi estacionada na Judeia, como força de manutenção de paz numa província dada a revoltas. Em 125, a II Traiana Fortis foi transferida para o Egito, onde partilhou o acampamento de Nicópolis, perto de Alexandria, com a XXII Deiotariana. Entre 132 e 136, a segunda foi uma vez mais mobilizada para a Judeia para lidar com a Revolta de Barcoquebas.

## Cerco de Alexandria
A legião ainda estava sediada em Nicópolis quando uma revolta contra os romanos irrompeu no sul do Egito e Alexandria foi cercada por meses. Epidemias e fome quase destruíram a cidade, mas as duas legiões conseguiram manter a calma e repeliram os ataques. A cidade foi liberada quando Avídio Cássio chegou as legiões da Síria. Por sua bravura, a segunda recebeu o título de "Fortis" ("valente") pela defesa da cidade que era o "celeiro de Roma". Cássio governou no oriente por um tempo enquanto Marco Aurélio estava ocupado pelas guerras marcomanas.
Depois de receber a benção de Faustina, esposa de Marco Aurélio, Cássio se auto-proclamou imperador, acreditando que o imperador havia morrido. Quando a notícia de que os exércitos da fronteira do Danúbio estavam sob o controle do imperador, suas legiões decapitaram Cássio e enviaram sua cabeça para ele, que perdoou o motim e as deslocou para a fronteira do Império Parta.

## Anos dos cinco imperadores
Em 194, Pescênio Níger, governador da Síria, se revoltou com o apoio de várias legiões, inclusive a II Traiana Fortis. Seu rival era Sétimo Severo, que tornar-se-ia o imperador ao final do período turbulento conhecido como "ano dos cinco imperadores". Às vésperas da batalha final, a segunda desertou e passou para o lado de Severo, um movimento que garantiu a derrocada de Níger.

## Anos finais
Já no século III, a legião esteve ao serviço de Caracala na Germânia e recebeu o cognome de "Germanica". Segundo a "Notitia Dignitatum" (séc. V), a II Traiana Fortis foi realocada no início do século V para Apolonópolis Magna (moderna Edfu, no Egito), no sul da província do Egito, a partir de onde serviu, ao menos com alguns de seus destacamentos ("vexillationes"), ao conde do Egito ("Comes limitis Aegypti").